# Carl Friedrich Pöppelmann
Carl Friedrich von Pöppelmann (* 1696 oder 1697 in Dresden; † 14. Februar 1750 in Warschau) war ein sächsischer Architekt und Oberstleutnant im Ingenieurkorps.

## Herkunft und Familie
Seine Eltern waren der Dresdner Baumeister Matthäus Daniel Pöppelmann und dessen erster Ehefrau Catharina Margarethe, geb. Stumpf. Carl Friedrich von Pöppelmann heiratete Elisabeth Hiche, eine Schwester des Kondukteurs Peter Hiche. Er hinterließ drei unmündige Kinder.

## Wirken

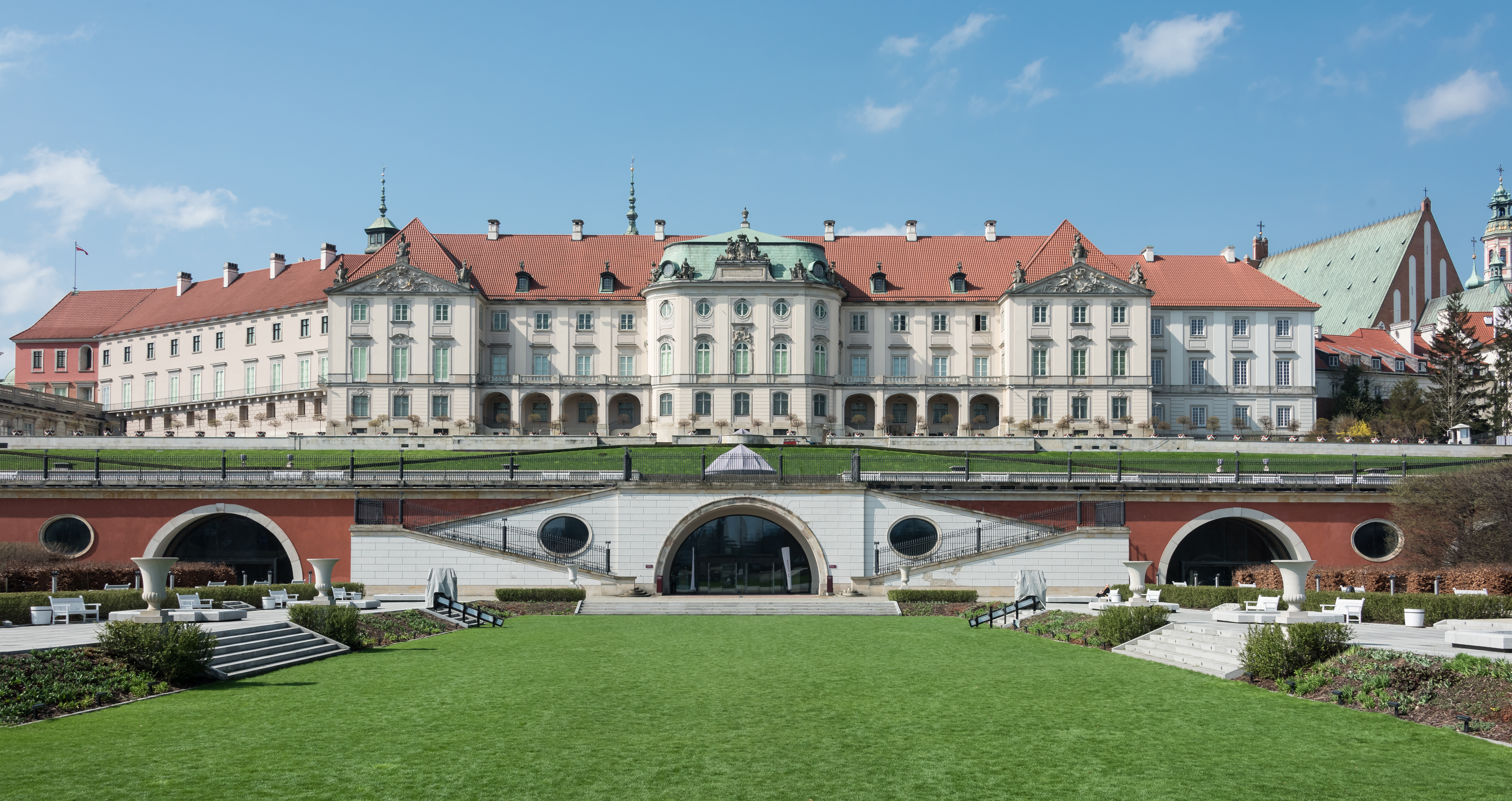
Ostfassade des Warschauer Königsschlosses

Er trat 1714 als Kondukteur ohne Gehalt in das Dresdner Bauamt ein. 1717 wurde seine Stelle in eine festbesoldete umgewandelt. 1705 wurde Pöppelmann parallel dazu Leutnant im sächsischen Ingenieurkorps, am 1. Juli 1725 wurde er zum Kapitän (entspricht Hauptmann) befördert. 1724 ging er für den König August den Starken nach Warschau. 1729 oder 1730 erfolgte unter Überspringen des Majorsgrades seine Beförderung zum Oberstleutnant. Er sorgte durch seine Verbindungen nach Dresden dafür, dass sich der Stil des Dresdner Rokoko auch in der polnischen Hauptstadt etablierte. Unter anderem war er 1726 für den Weiterbau des bereits 1715 begonnenen Sächsischen Palais mit Joachim Daniel von Jauch verantwortlich. Ebenfalls 1726 verantwortete er mit Jauch und Johann Sigmund Deybel von Hammerau den Umbau des Blauen Palastes.

Daneben beschäftigte sich der mittlerweile zum Generalmajor avancierte Pöppelmann mit Festungsbauten. 1742 wurde Pöppelmann Nachfolger von Johann Christoph von Naumann als General-Akzisebaudirektor in Sachsen. Zum Dank für seine Verdienste wurde er im selben Jahr in den Adelsstand erhoben, nachdem er kurz zuvor zum Oberst ernannt worden war. Am 19. Februar 1747 wurde Pöppelmann Generalmajor. Sein Nachfolger wurde sein Assistent Johann Christoph Knöffel.

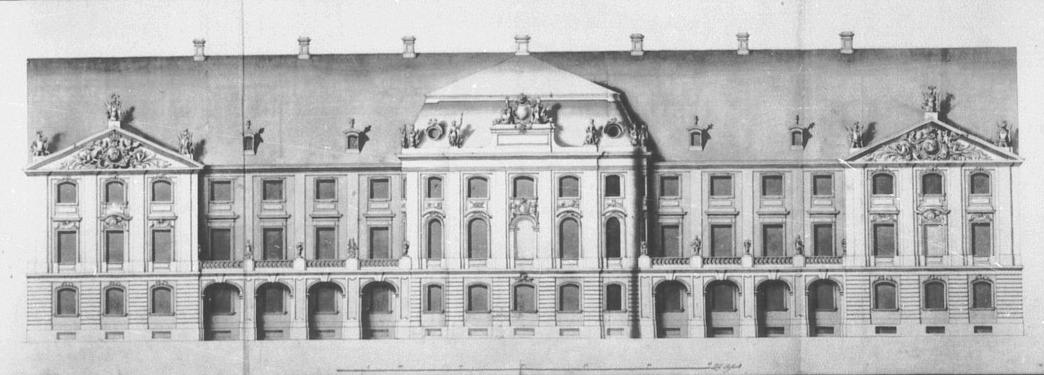
Das Königsschloss in Warschau – die Fassade zur Weichsel
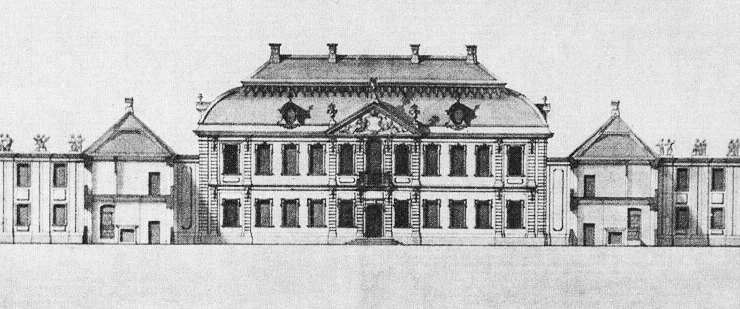
Der Blaue Palast in Warschau
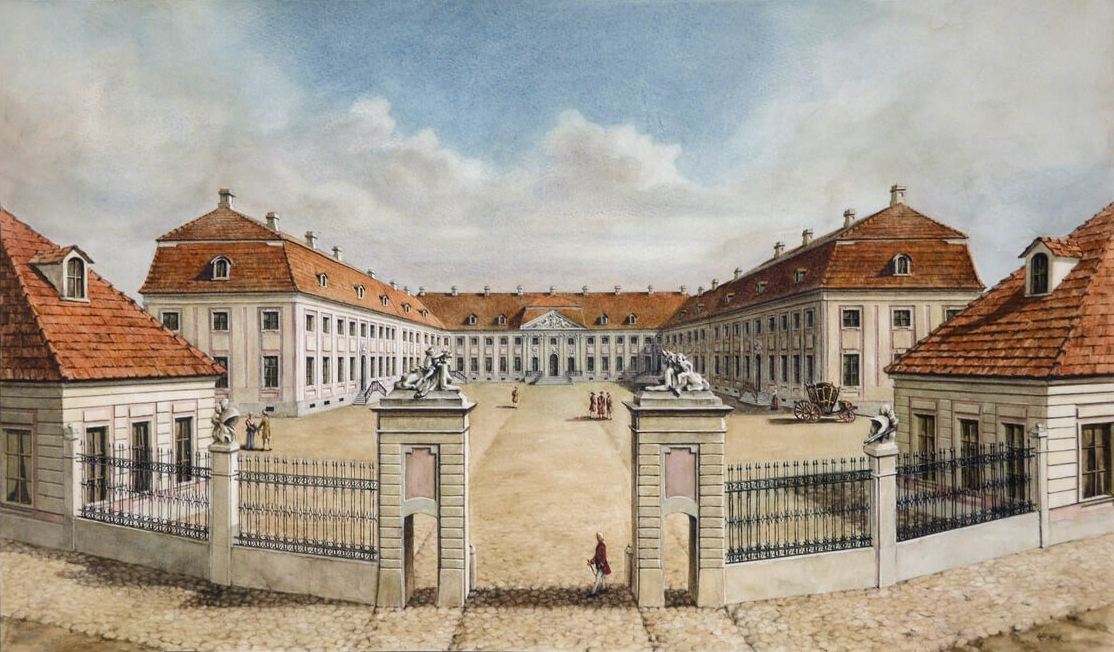
Neues Schloss in Grodno (heute Belarus)
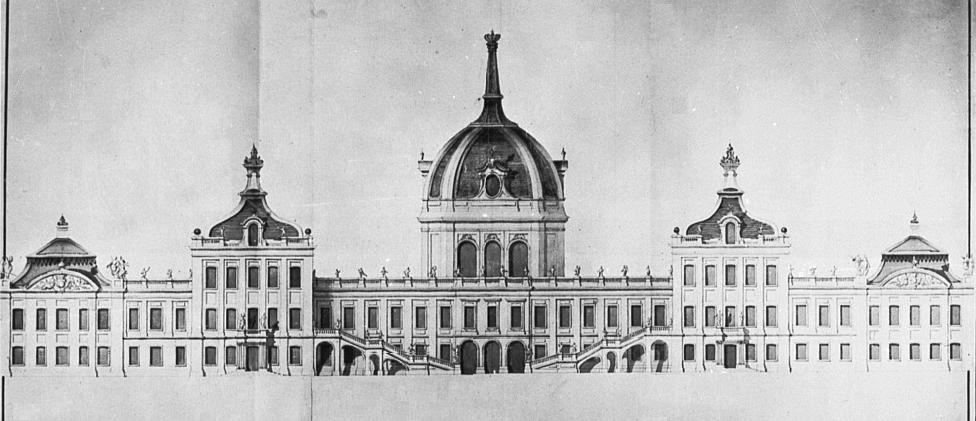
Der Entwurf des Ujazdów-Palastes in Warschau
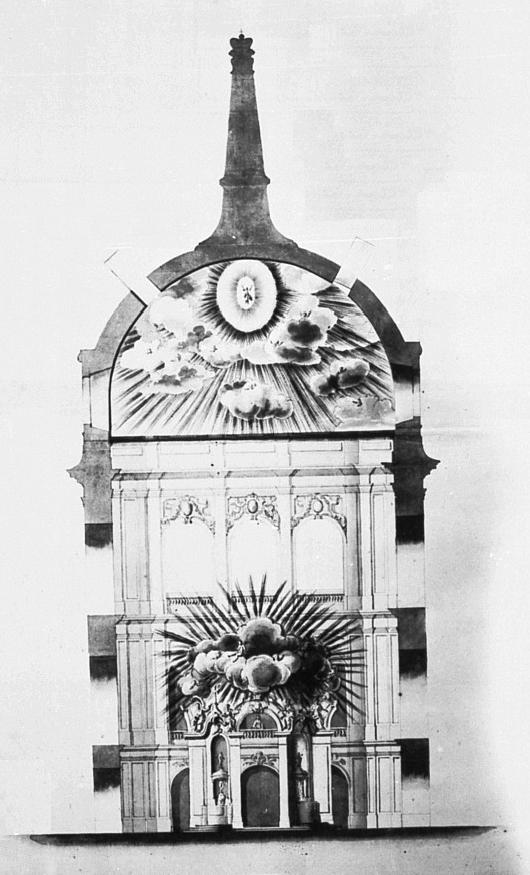
Kapelle im Ujazdów-Palast in Warschau